# X legislatura de Cantabria
La x legislatura de Cantabria comenzó el 20 de junio de 2019 tras la celebración de las elecciones autonómicas y la posterior constitución del Parlamento de Cantabria, y finalizó el 4 de abril de 2023, con la disolución de las mismas.
El Partido Regionalista de Cantabria obtuvo catorce de los treinta y cinco diputados que, junto con los siete del Partido Socialista de Cantabria, permitió alcanzar la mayoría absoluta y renovar el gobierno de coalición PRC-PSOE. Durante la x legislatura, el Parlamento se compone de cinco grupos parlamentarios, cuatro propios y el grupo mixto.

## Inicio de la legislatura

### Escenario poselectoral
El 26 de mayo de 2019 se celebraron elecciones autonómicas en doce de las diecisiete comunidades autónomas españoles y en las dos ciudades autónomas. En Cantabria, por primera vez en su historia el Partido Regionalista de Cantabria se alzó con la victoria obteniendo catorce escaños, a cuatro de la mayoría absoluta. El Partido Popular, aunque perdiendo apoyos, se mantuvo como segunda fuerza, seguido del Partido Socialista y Ciudadanos, estos dos últimos mejorando sus resultados electorales. Podemos perdió toda su representación parlamentaria y Vox entró en el parlamento regional con dos diputados.

### Constitución del Parlamento
El Parlamento de Cantabria quedó constituido a las seis de la tarde del jueves 20 de junio de 2019. Ese mismo día también se designó a los miembros de las Mesa del Parlamento. El pacto PRC-PSC permitió la elección de Joaquín Gómez Gómez como presidente del Parlamento cántabro.
| Cargo                  | Titular             | Lista      |
| ---------------------- | ------------------- | ---------- |
| Presidente             | Joaquín Gómez       | PSC-PSOE   |
| Vicepresidenta primera | Emilia Aguirre      | PRC        |
| Vicepresidenta segunda | María José González | PPC        |
| Secretaria primera     | Ana Obregón         | PRC        |
| Secretario segundo     | Diego Marañón       | Ciudadanos |

### Formación de los grupos parlamentarios
Para la x legislatura se constituyeron un total de cinco grupos parlamentarios. De esos cinco, cuatro son grupo propio de aquellos partidos políticos que cumplieron los requisitos reglamentarios y el quinto es el grupo mixto, formado íntegramente por los dos diputados de Vox que no alcanzaron dichos requisitos.
| Grupo Parlamentario | Grupo Parlamentario | Partidos   | Portavoz                    | Líder                       | Diputados |
| ------------------- | ------------------- | ---------- | --------------------------- | --------------------------- | --------- |
|                     | Regionalista        | PRC        | Pedro Hernando              | Miguel Ángel Revilla        | 14        |
|                     | Popular             | PP         | María José Sáenz de Buruaga | María José Sáenz de Buruaga | 9         |
|                     | Socialista          | PSC-PSOE   | Noelia Cobo Pérez           | Pablo Zuloaga               | 7         |
|                     | Ciudadanos          | Ciudadanos | Félix Álvarez               | Félix Álvarez               | 3         |
|                     | Grupo Mixto         | Vox        | Cristóbal Palacio           | Cristóbal Palacio           | 2         |
| Total               | Total               | Total      | Total                       | Total                       | 35        |

## Investidura del presidente de Cantabria
El 19 de junio de 2019, regionalistas y socialistas renovaron el pacto de gobierno de la anterior legislatura. Este nuevo pacto estableció un gobierno formado por el presidente, el vicepresidente y diez consejeros, de los cuales cinco serían para el PRC y cuatro para el PSC-PSOE. Gracias a este pacto, el 27 de junio se llevó a cabo la investidura del presidente. Al día siguiente, el rey Felipe VI nombró oficialmente a Revilla como presidente de la Comunidad Autónoma con el refrendo de la vicepresidenta del Gobierno, Carmen Calvo, actuando como presidenta en funciones por ausencia del presidente Sánchez.
| Resultado de la votación de investidura del presidente de Cantabria Mayoría absoluta: 18/35 |                                                         |            |    |   |   |   |   |       |
| Candidato                                                                                   | Fecha                                                   | Voto       |    |   |   |   |   | Total |
| Miguel Ángel Revilla (PRC)                                                                  | 27 de junio de 2019 Mayoría requerida: Absoluta (18/35) | Sí         | 14 |   | 7 |   |   | 21/35 |
| Miguel Ángel Revilla (PRC)                                                                  | 27 de junio de 2019 Mayoría requerida: Absoluta (18/35) | No         |    | 9 |   | 3 |   | 12/35 |
| Miguel Ángel Revilla (PRC)                                                                  | 27 de junio de 2019 Mayoría requerida: Absoluta (18/35) | Abstención |    |   |   |   | 2 | 2/35  |

## Gobierno de Revilla

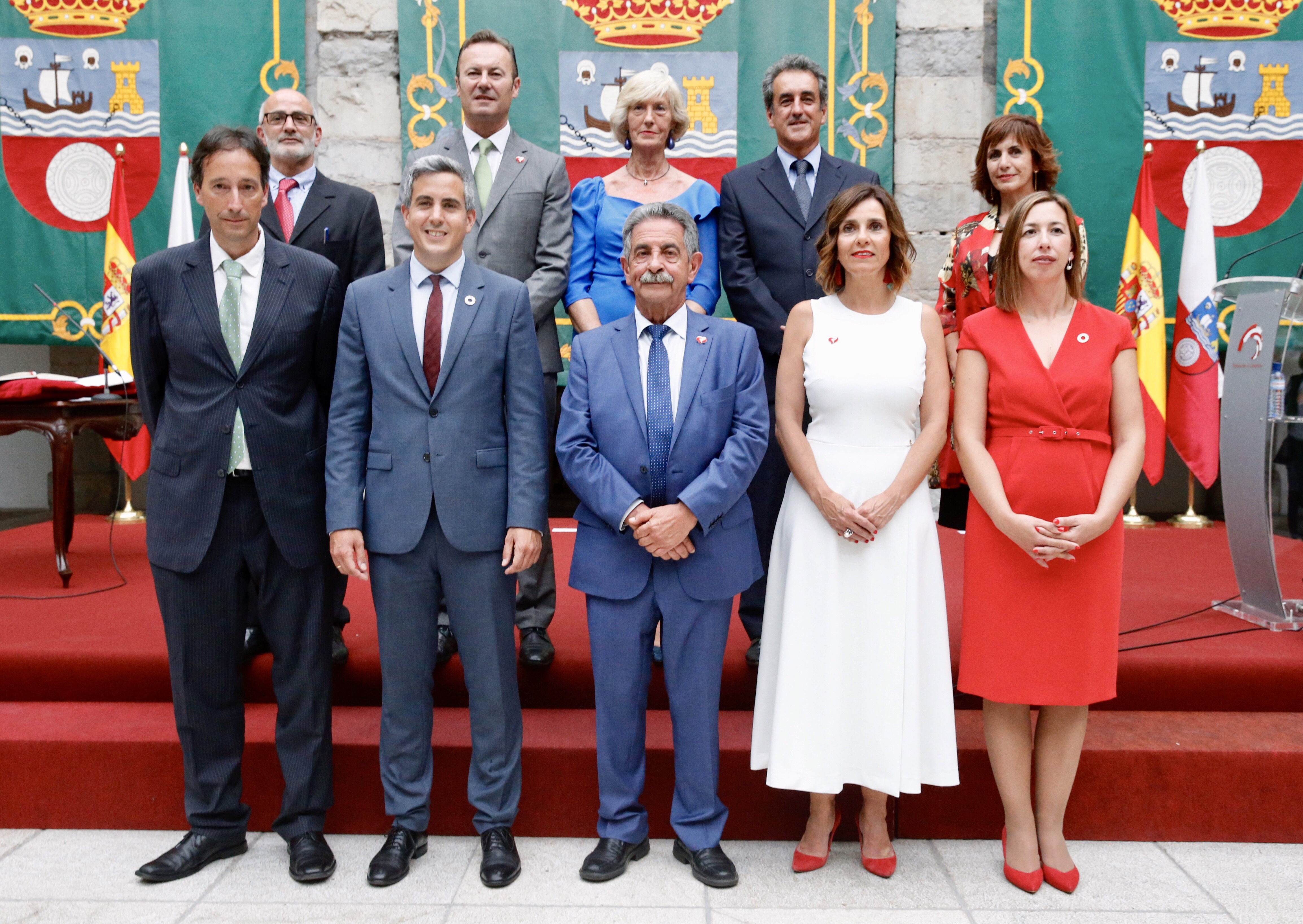
Foto oficial del actual Gobierno cántabro.

Tras ser nombrado por el rey, Miguel Ángel Revilla tomó posesión del cargo el 29 de junio de 2019 en el Parlamento de Cantabria. Los consejeros del Gobierno cántabro tomaron igualmente posesión del cargo el 8 de julio. El nuevo gobierno supuso la creación de una novena consejería quedando el gobierno con cinco consejerías para el PRC y cuatro para el PSC-PSOE.
Este gobierno supuso una amplia renovación, puesto que el nuevo líder socialista, Pablo Zuloaga, sustituyó a Eva Díaz Tezanos en la vicepresidencia y solo se mantuvieron tres consejeros del anterior gobierno: Paula Fernández Viaña del PRC, que se mantuvo como consejera de la Presidencia y Justicia; José Luis Gochicoa González del PRC, que se mantuvo al frente de la Consejería de Obras Públicas, y Francisco Martín Gallego, que continuó como consejero de Industria, Comercio e Innovación pero perdió las competencias turísticas. Otro cambio relevante fue la asunción, por primera vez, de las competencias en materia educativa por parte del PRC, un área de gobierno tradicionalmente socialista.
El primer cambio gubernamental se llevó a cabo en enero de 2021, cuando entró al gobierno Francisco Javier López Marcano como consejero de Industria, Turismo, Innovación y Comercio. Posteriormente, en 2022 hubo otros dos cambios, con la entrada al Ejecutivo regional en marzo de Raúl Pesquera Cabezas como consejero de Sanidad y en abril con Ana Belén Álvarez y Eugenia Gómez de Diego, en las carteras de Economía y Hacienda y de Educación y Políticas Sociales, respectivamente. Finalmente, en marzo de 2023, tras la dimisión del consejero de Obras Públicas, Ordenación del Territorio y Urbanismo, tras un caso de corrupción en el Servicio de Carreteras de su departamento, la subdirectora general de Protección Civil de Cantabria, Jezabel Morán Lamadrid, fue elegida para sustituirle.

## Fin de la legislatura
El presidente del Gobierno regional, Miguel Ángel Revilla, firmó el decreto de disolución del Parlamento el 3 de abril de 2023, tras llegar al término legal de la legislatura, convocando así elecciones al Parlamento de Cantabria para el 28 de mayo de 2023 y dando por finalizado el periodo legislativo.